# The Seven Last Words of the Unarmed
The Seven Last Words of the Unarmed ist eine Komposition für Chor und Orchester des amerikanischen Komponisten Joel Thompson.
Das Stück hat sieben Sätze, welche jeweils letzte Worte von unbewaffneten schwarzen Männern zitieren, die getötet wurden. Thompson sagt, dass er von Haydns Die sieben letzten Worte unseres Erlösers am Kreuze, sowie dem Last words project von Sharon Barghi inspiriert wurde. Das Stück wurde 2016 vom University of Michigan Men’s Glee Club unter der Leitung von Eugene Rogers uraufgeführt, und ist seitdem unter anderem vom Tallahassee Symphony Orchestra (mit The Village Square, dem Florida A&M Concert Choir, und dem Morehouse College Glee Club) und dem Boston Children’s Chorus aufgeführt worden. Nach dem gewaltsamen Tod von George Floyd und den daran anschließenden Protesten und Ausbrüchen von Polizeigewalt, ist das Werk auf erneutes Interesse gestoßen.

## Sätze
1. “Why do you have your guns out?” – Kenneth Chamberlain, 66
2. “What are you following me for?” – Trayvon Martin, 16
3. “Mom, I’m going to college.” – Amadou Diallo, 23
4. “I don’t have a gun. Stop shooting.” – Michael Brown, 18
5. “You shot me! You shot me!” – Oscar Grant, 22
6. “It’s not real.” – John Crawford, 22
7. “I can’t breathe.” – Eric Garner, 43[3][6]